# Lokomotiva U 34.6
Jako jiné lokomotivky v monarchii, vyráběly i První českomoravská továrna na stroje v Libni a Breitfeld & Daněk ve Slaném na zakázku C.k. vojenských polních drah v roce 1918 malé trojspřežní úzkorozchodné tendrové parní lokomotivy řady R IIIc, s čísly v  intervalu 231 až 325. Lokomotivy byly určeny pro vojenský provoz na rozchodu 600 mm za liniemi bojišť 1. světové války. V novém Československu je dostalo do správy železniční vojsko, u kterého dostaly řadu U 34.6. Uplatnění v poválečné době našly především na průmyslových, důlních a hospodářských malodrahách.

## Koncepce a výroba
Vzhledem ke svému určení mělo jít o stroje lehké, přitom robustní, schopné provozu i po nekvalitních tratích pod málo kvalifikovanou obsluhou a při minimální údržbě. Jelikož šlo o koncepci vhodnou i pro stavební, důlní a hospodářské drážky, výroba a vývoj obdobných lokomotiv pokračovala i v poválečných letech.
První českomoravská (PČM) využívala ve výrobě osvědčenou koncepci lokomotiv R IIIc i nadále. Odvodila z ní a r.1921 pro stavební a průmyslové drážky jako tovární typ B600/50 vyrobila 7 obdobných dvojspřežek. Mimo to se od trojspřežních strojů odlišovaly i kratší délkou a o něco kratším kotlem. Stejný kotel použila i v r.1923 při přestavbě pův. lokomotivy R IIIc 289 pro Ferrovii, vznikl tak „hybridní“ typ C600/50. v tomto provedení byly čs. železničnímu vojsku v letech 1923-24 a 1928 dodány čtyři další lokomotivy. V téměř stejném provedení jako z r. 1918 pak, už jako ČKD, resp. ČMS, libeňská lokomotivka vyrobila ještě v letech 1939-41 dalších jedenáct lokomotiv C m2t pro protektorátní a německé stavební firmy.
Jednotlivé dodávky lokomotiv vycházejících z konstrukce lokomotivy R IIIc 231–325:
| typ            | ks | lokomotivka               | interval výr. č./rok výr. | zákazník     |
| -------------- | -- | ------------------------- | ------------------------- | ------------ |
| R IIIc 231–305 | 75 | PČM Praha-Libeň           | 727 – 801/1918            | kkHB         |
| R IIIc 306–320 | 15 | Breitfeld & Daněk Slaný   | 150 – 164/1918            | kkHB         |
| R IIIc 321–325 | 5  | Breitfeld & Daněk Blansko | 165 – 169/1919            | MNO          |
| C 600/50       | 10 | ČKD Praha-Libeň           | ?/1923, 1928              | MNO, průmysl |
| C 600/50       | 11 | BMMF/ČMS Prag/Praha       | ?/1939 – 1940             | průmysl      |

## Technické provedení

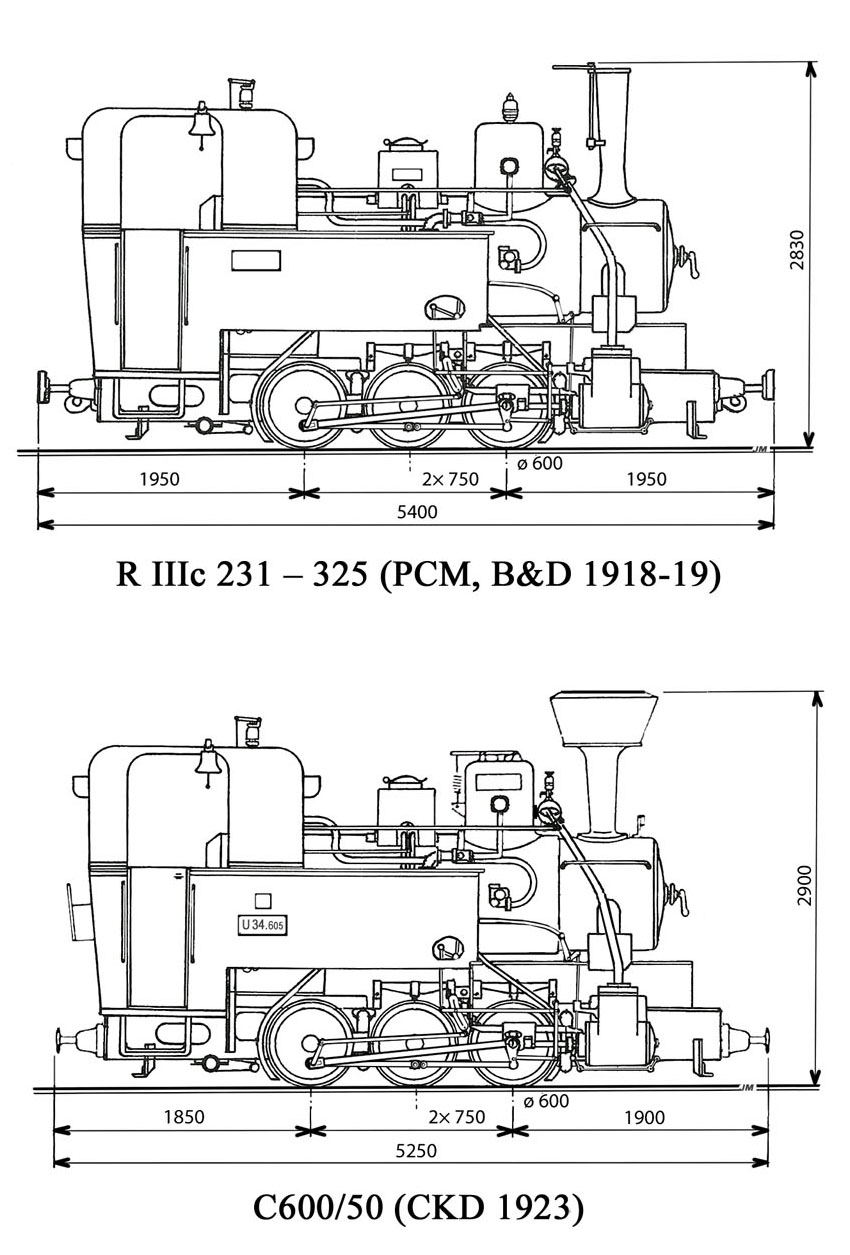
Typové náčrty lokomotivy R IIIc, čísla 231-325 a její poválečné následovnice z ČKD C600/50

Lokomotivy měly s vnitřní rám, snýtovaný z plechů. Kola byla kotoučová. Topeniště bylo u válečné výroby ocelové, přinejmenším u vojenských strojů ale bylo při generálních opravách mezi lety 1925-31 vyměněno za měděné. Parní stroj na mokrou páru byl dvouválcový dvojčitý, s vnějším rozvodem Heusinger a plochými šoupátky. Kotel, byť na provozní tlak 12 atm, byl zkoušen na 18 atm. Na kotli byl umístěn písečník a parní dóm s pojistnými ventily systému Pop-Coale, před dómem byl šoupátkový regulátor. Napaječe byly ssací, pro doplňování vody z vodních toků byla lokomotiva vybavena i pulzometrem. Dva postranní vodojemy (když v levém byl umístěn i uhlák) a další vpředu v rámu pojmuly celkem 1000 litrů vody. Nápravová ložiska byla kluzná, uložená v rámu napevno. Budka byla celoplechová nýtovaná, charakteristického zaobleného tvaru. Brzda byla pouze ruční pro lokomotivu.
Stejného provedení byla i dvacítka lokomotiv od fy Breitfeld & Daněk (B&D) ze Slaného, když posledních pět z nich bylo dodáno až po válce ze závodu v Blansku.
Meziválečné lokomtivy z let 1923-28 se odlišovaly mj. o 137 mm kratším kotlem s výhřevnou plochou 18,08 m², ale s možným vyšším provozním tlakem a tedy i výkonem. Pojistné záklopky byly pérové. O 150 mm kratší byla i celková délka, byly i o ca. 400 kg lehčí. Také dostaly baňatý komín. U 11 lokomotiv z let 1939-41 se výrobce vrátil k původním rozměrům, výkon byl zvýšen na 70 k.

## Provoz

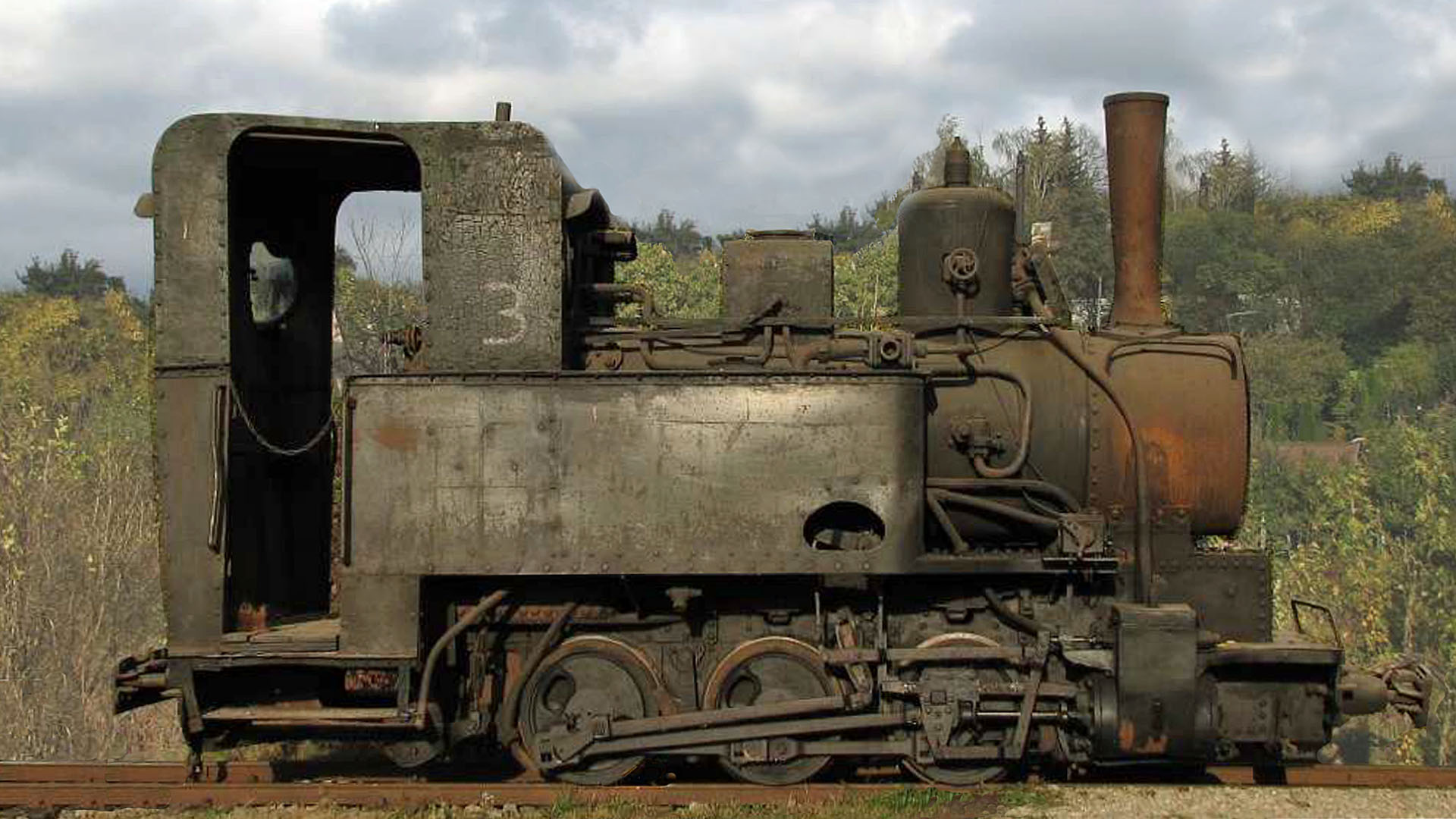
Lokomotiva č. 3 mladějovské lupkové drážky, původně R IIIc 321 (Breitfeld & Daněk 165/1919); MPŽ Zbýšov 2011

Lokomotivy měly být provozovány na polních zásobovacích drážkách za bojovými liniemi východní (haličské, ruské) a hlavně jižní (italské, balkánské) fronty, a na pro vojenské zásobování důležitých hospodářských železnicích v zázemí. Od výrobců lokomotivy za armádu přebíral a spravoval C.k. železniční a telegrafní pluk, základnou v Korneuburgu u Vídně. Fyzicky byly dodávány do distribučních depotů Wegscheid u Lince (H. Rakousy), Feldbach (Štýrsko) a Vrútky (SK), a odtud předisponovány do lokalit nasazení jak v zázemí, tak do oblastí bojů na Ukrajině, v Bukovině, Itálii a na Balkáně.
Až 27 strojů z PČM bylo za války ztraceno, vesměs v Itálii; lokomotivy z B&D přežily všechny.  Vzhledem k pozdní době dodání už ale část vyrobených do válečného dění nezasáhla. Ty byly na konci války jako nadbytečné, často už obratem přímo z výroby, pronajímány těžařským, stavebním a hospodářským firmám v bývalé monarchii. Stroje se tak dostaly různým civilním zájemcům na úzkokolejky v Polsku, Rakousku, Jugoslávii, Itálii či Rumunsku. Přitom bývaly různě upravovány podle potřeb provozovatele, nejčastěji byl přizpůsobován jejich rozchod.

### Provoz v Československu
Při poválečném dělení majetku mezi nástupnické země připadlo Československu 10 lokomotiv R IIIc ze série 231–325, jejich správu v roce 1919 převzalo ministerstvo národní obrany – vojenská správa železničního materiálu, resp. 1. železniční pluk dislokovaný v Pardubicích. Z nich 3 stroje zůstaly pro potřeby výcviku nebo v uložených zásobách, ostatní byly pronajaty a později odprodány firemním zájemcům. Dvě další lokomotivy získala firma Ferrovia pro své komerční aktivity nákupem v zahraničí. (ohledně detailů provozu viz dokument v Galerii)
Lokomotivy R IIIc, které zůstaly přímo čs. železničnímu vojsku, byly po roce 1932 a ještě znovu v roce 1938 administrativně přečíslovány podle schématu ČSD. Stroje z PČM spolu se stroji dodanými už z ČKD po válce (1921-28) dostaly nejdříve řadu 34.1 (bez „U“), a posléze  U 34.6 (inv.č. 03-09). Lokomotivy železničního vojska byly v březnu 1939 převzaty vrchním velitelstvím říšských ozbrojených sil (OKH) a ve víru následných válečných událostí vesměs ztraceny. Stroje používané ve stavebních a průmyslových podnicích se obvykle udržely v provozu až přes konec 50. let, kdy byly drážky buď motorizovány, nebo nahrazovány automobilovou dopravou.

## Zachované lokomotivy
V neprovozním stavu se zachovaly dvě lokomotivy z poslední válečné, blanské série – R IIIc č. 321 - až do 70.let provozovaná jako „trojka“ na mladějovské drážce - ve sbírce NTM, a č. 322 z pálffyovské lesní dráhy u Smolenice, v soukromé sbírce na Slovensku.

## Galerie
- Přehled provozu lokomotiv R IIIc z První českomoravské a od Breitfelda a Daňka v Československu
- Lok R IIIc 319 (Breitfeld a Daněk 163/1918). Stroj se už na frontu nedostal, spolu s R IIIc 320 byly dodány do armádního skladu ve Wegscheidu u Lince a později prodány do hnědouhelných dolů WTK v H. Rakousku. Oba byly zrušeny v roce 1958
- Lokomotiva R IIIc 321 (Breitfeld&Daněk 165/1919), někdejší mladějovská trojka, roku 2018 ještě v Muzeu průmyslových železnic Zbýšov. (Od r. 2019 v depozitáři NTM v Chomutově)
- Pod závějí lokomotiva 'Republika' ze pálffyovské lesní dráhy (Blansko 166/19, RIIIc 322), nedávno sem přibyvší z dětského hřiště ve Smolenici. Hronec, depozitář ČHŽ na Štiavničke, zima 1986/87